# Distrikt La Banda de Shilcayo
Der Distrikt La Banda de Shilcayo liegt in der Provinz San Martín in der Region San Martín in Nord-Peru. Der Distrikt hat eine Fläche von 267 km². Beim Zensus 2017 lebten 44.601 Einwohner im Distrikt. Im Jahr 1993 betrug die Einwohnerzahl 13.558, im Jahr 2007 29.111. Die Distriktverwaltung befindet sich in der Stadt La Banda mit 36.201 Einwohnern (Stand 2017). La Banda bildet den südöstlichen Teil des Ballungsraums der Provinzhauptstadt Tarapoto und ist etwa 700 m von deren Stadtzentrum entfernt.

## Geographische Lage
Der Distrikt La Banda de Shilcayo liegt in einer Beckenlandschaft in den östlichen Anden in der Provinz San Martín. Die Längsausdehnung in NW-SO-Richtung beträgt etwa 30 km sowie eine maximale Breite von 22 km. Der Río Cumbaza, linker Nebenfluss des Río Mayo, fließt entlang der südwestlichen Grenze des Distrikts nach Süden. Die Cordillera Escalera, ein Höhenzug der peruanischen Ostkordillere, durchzieht den Osten des Distrikts.
Der Distrikt La Banda de Shilcayo grenzt im Westen an den Distrikt Tarapoto, im Nordwesten an den Distrikt San Antonio, im Norden an den Distrikt Caynarachi (Provinz Lamas), im Osten an die Distrikte Barranquita (ebenfalls in der Provinz Lamas) und Chazuta sowie im Süden an die Distrikte Shapaja und Juan Guerra.